# Festival internazionale di poesia di Tecoh
Il Festival internazionale di poesia di Tecoh è un evento che consiste in letture pubbliche di poesie armonizzate con attività culturali, di poeti e artisti di diversi paesi, tenutesi nel comune di Tecoh, nello Yucatán. Il festival è sostenuto dal governo di Tecoh, in Messico.

## Storia
Al fine di aumentare il programma culturale dello stato dello Yucatán e in seguito al 130º anniversario del comune di Tecoh, il poeta e promotore culturale Alejandro Rejón Huchin ha proposto di inaugurare un festival internazionale per aiutare a sensibilizzare il pubblico diverso, contribuendo a comunità di sviluppo sociale e culturale, il festival ha anche contribuito alla memoria culturale rendendo omaggio al poeta messicano Raúl Renán attraverso lo svelamento di una targa e la consegna della medaglia internazionale che porta il suo nome.
L'accoglienza della prima edizione è stata positiva davanti ai media, grazie al riavvicinamento della comunità in generale, soprattutto dei bambini e dei giovani.

## Partecipanti alla prima edizione
Al festival hanno partecipato poeti e artisti provenienti da Stati Uniti, Cuba, Colombia, Guatemala, Argentina e Messico, tra cui i poeti messicani Marcos Rodríguez Leija e Víctor Toledo.

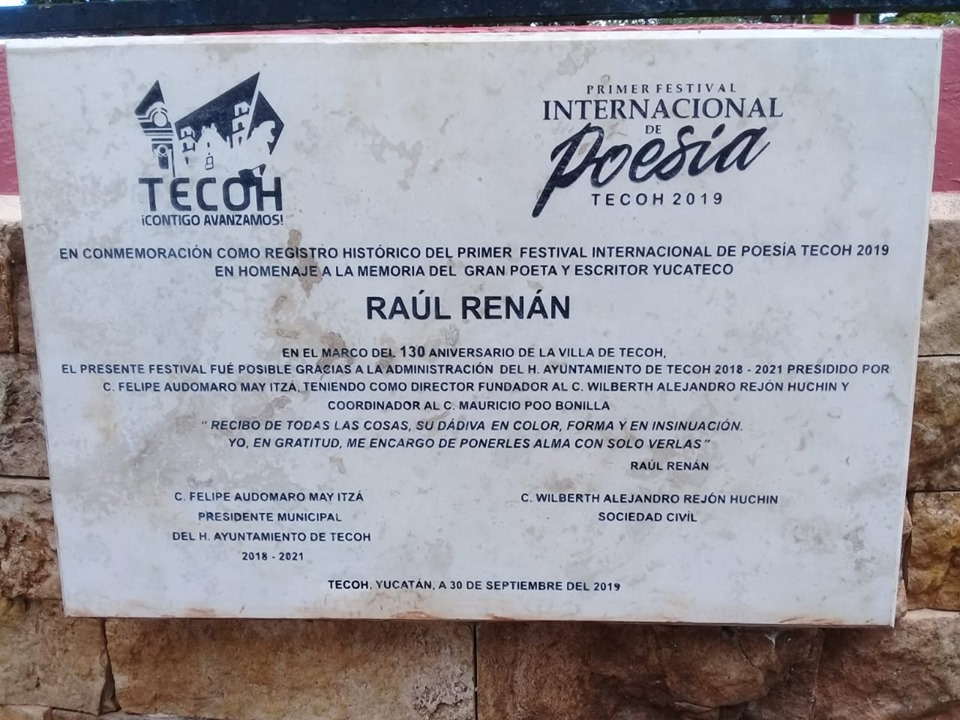
Targa commemorativa della festa collocata nel parco principale del comune di Tecoh, Messico.

## Raúl Renán International Poetry Prese
Il premio internazionale di poesia del festival è stato assegnato ai seguenti poeti:
Rubén Reyez Ramírez: Per il suo contributo da una prospettiva antropologica, filosofica e umanistica alla letteratura messicana, ma soprattutto alla letteratura yucateca.
Juan Arabia e Camila Evia: Per il grande lavoro nell'editoriale e nella rivista Poesia di Buenos Aires, il cui impatto internazionale ha sostenuto la diffusione della letteratura delle nuove generazioni.